# Fort Ruychaver
Pour un article plus général, voir Forts et châteaux de Volta, d'Accra et ses environs et des régions centrale et ouest.
Fort Ruychaver ou Fort Ruijghaver, est un poste de traite néerlandais dans l'arrière-pays de la Côte-de-l'Or, dans le Ghana contemporain. Il existe entre 1654 et 1660 sur les rives du fleuve Ankobra. Le nom du poste fait référence à Jacob Ruijghaver, le directeur des possessions de la Compagnie néerlandaise des Indes occidentales sur la Côte-de-l'Or qui ordonne son établissement.
L'objectif du poste de traite est de développer le commerce de l'or, car la zone entourant le fort est localement réputée pour ses mines d'or. La classification du poste de traite en fort est un produit de la littérature moderne. Le poste de traite n'est probablement pas aussi fortifié que le terme fort l'implique. Il se compose probablement d'un simple pavillon et de quelques huttes plus petites.

## Emplacement

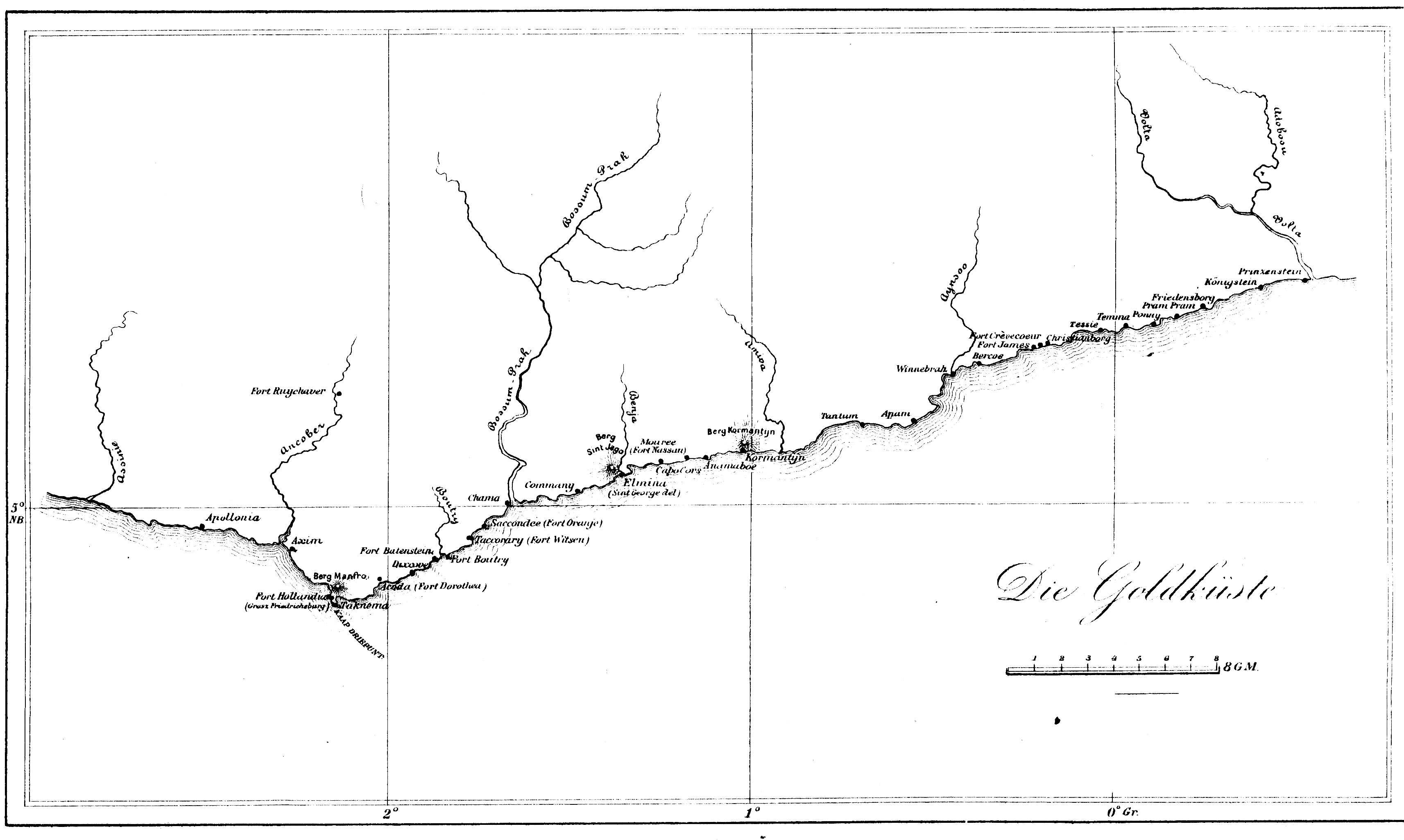
Carte de Doorman des colonies sur la Côte-de-l'Or néerlandaise.

Dans la littérature, deux emplacements possibles pour le fort sont donnés. La carte montre ces deux emplacements.
Une possibilité est que Fort Ruychaver est situé sur la rive droite de la rivière Ankobra, en face de la rivière Bonsa, dans la région d'Egwira. Doorman, entre autres, est de cette école.
L'autre théorie, principalement préconisée par Daaku, prend comme point de départ une entrée du journal du directeur général Valckenburg. L'inscription indique que le poste de traite est situé à 30 milles de la côte. Comme un mile d'Amsterdam équivaut à 5 754,53 mètres, cela signifierait que l'emplacement du fort est à 173 kilomètres à l'intérieur des terres. A cette distance se trouve en effet une colonie appelée Sanaya, là où, selon Daaku, se trouvait autrefois Fort Ruychaver.
Aux deux endroits, il existe des champs aurifères épuisés, qui sont également des centres de production d'or à l'époque précoloniale. Il semble plutôt improbable, cependant, que les Néerlandais aient traversé de vastes champs aurifères afin d'établir un fort à 173 kilomètres à l'intérieur des terres.

## Histoire
L'histoire du poste de traite est aussi dramatique qu'éphémère. Les Néerlandais réussissent à contrôler la zone autour du fort Santo Antonio à Axim à partir de 1642, surtout après avoir signé le traité d'Axim avec l'État local d'Axim le 17 février de ladite année. Avec Axim comme base, les Néerlandais s'efforcent d'étendre leur influence plus à l'intérieur des terres, afin d'avoir un meilleur accès au champ aurifère qui s'y trouvent.
Cet effort n'est pas souvent couronnée de succès, notamment en raison de la résistance de la population indigène. La concurrence française dans le commerce de l'or de la région d'Egwira pousse les Néerlandais à décider en 1654 de capturer les postes de traite et les colonies françaises, qui comprennent un poste de traite près du futur Fort Ruychaver.
Les indigènes n'apprécient pas la présence néerlandaise dans leur patrie, mais en même temps se réjouissent des possibilités de commerce avec une puissance européenne. Les Néerlandais tentent de cimenter la paix précaire qui existe à ce moment en envoyant des marchands de sel africains d'Axim au fort pour faire le commerce avec les Egwira locaux.
La paix ne dure pas. En 1659, des officiers hollandais à Axim notent que les voies de transport et de communication vers le fort sont bloquées, et au début de 1660, ils apprennent que le fort est détruit par la population locale, les marchands d'Axim étant chassés. L'effort néerlandais pour contrôler le commerce de l'or à l'intérieur des terres échoue.
Les Néerlandais ne renouvellent cet effort qu'à la fin des années 1830, tentant à l'époque d'établir leur propre mine d'or.